# Seattle Pop Festival
Das Seattle Pop Festival war ein Rockfestival, das vom 25. bis zum 27. Juli 1969 in Woodinville (Washington) stattfand, drei Wochen vor dem Woodstock-Festival.
Tickets kosteten 6 Dollar für einen Tag oder 15 Dollar für die gesamte Dauer von drei Tagen. Der Besucherandrang war größer als erwartet; geschätzte 50.000 bis 70.000 Besucher kamen zu der Veranstaltung. Die Veranstalter engagierten die Black Panthers als Sicherheitstruppe. Trotz organisatorischer Probleme lief das Festival weitgehend geordnet ab.
Es traten 26 Interpreten und Bands auf, eine Mischung aus bekannten und lokalen Musikern. Das Festival war der Durchbruch für Led Zeppelin in den USA.

## Programm
Laut Festival-Poster (ohne Mehrfachauftritte).

### Freitag, 25. Juli 1969
- Crome Syrcus
- Bo Diddley
- Flying Burrito Brothers
- Ten Years After
- The Guess Who
- Murray Roman
- Albert Collins
- Santana
- The Youngbloods
- Tim Buckley
- It’s a Beautiful Day
- The Byrds

### Samstag, 26. Juli 1969
- Floating Bridge
- Charles Lloyd
- The Flock
- Ike & Tina Turner Revue
- Lonnie Mack
- Chicago Transit Authority
- Chuck Berry

### Sonntag, 27. Juli 1969
- Blacksnake
- Spirit
- Vanilla Fudge
- Led Zeppelin
- Lee Michaels
- The Doors